# Botes de pell de moltó

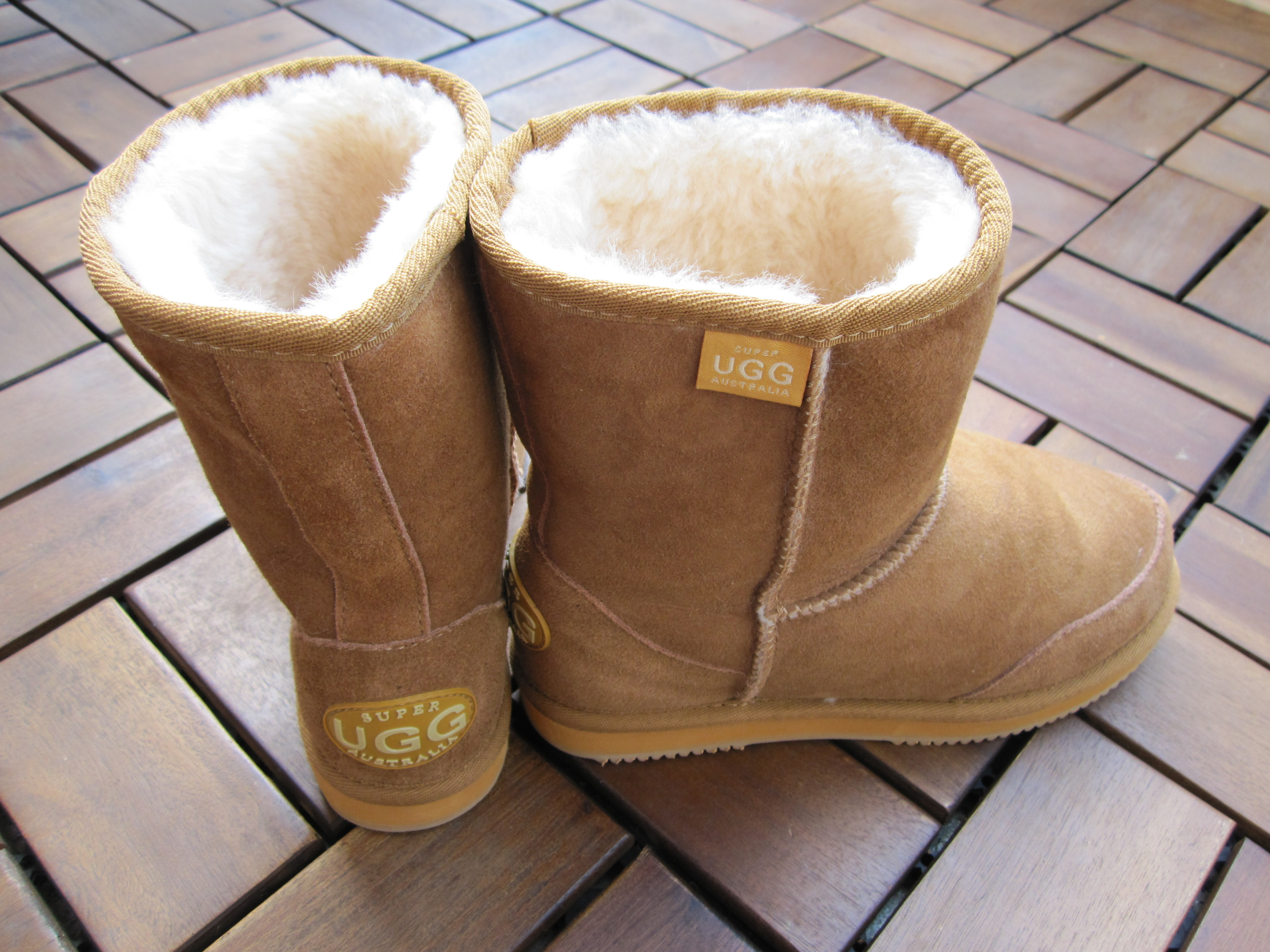
Les botes Ugg es fan tradicionalment amb pell de moltó.

Les botes de pell de moltó són botes fetes amb moltonina. La llana de la pell de moltó té bones propietats aïllants i, per tant, aquestes botes es porten habitualment quan fa fred.

## Història
S'han fet servir botes de pell de moltó en els climes més freds des d'almenys l'any 500 aC, ja que una mòmia a Subashi, a la Xina, ha estat descoberta amb un parell de botes de moltonina. A l'antiga Grècia, Plató va escriure que la majoria de la gent s'embolicaria els peus amb feltre càlid i pell de moltó durant els durs hiverns a Potidaea. Al segle XIX, el viatger William Knight va observar que la gent del Tibet portava botes de pell de moltó. Les ballarines portaven botes de colors variats, mentre que els homes genets portaven botes grans juntament amb pantalons i abrics de pell de moltó pesats. Els inuit de l'Àrtida utilitzen pells d'ovella per fer botes calentes que tenen noms com kamipak o marnguaq. S'olien per fer-los impermeables. A l'hivern rus, els pagesos sovint portaven botes altes folrades amb pell de moltó per mantenir-se calents.
Les botes de pell de moltó van ser fabricades a Glastonbury per la firma quàquer de Morlands. Aquests van ser populars i reeixits en els primers dies de l'automobilisme, ja que els vehicles descoberts feien fred i feien vent. Les botes Morland van ser utilitzades per l'expedició de Sir Edmund Hillary, que va ser el primer a escalar l'Everest el 1953. Les botes no servien per escalar sinó per escalfar-se quan els escaladors descansaven.

## Ús

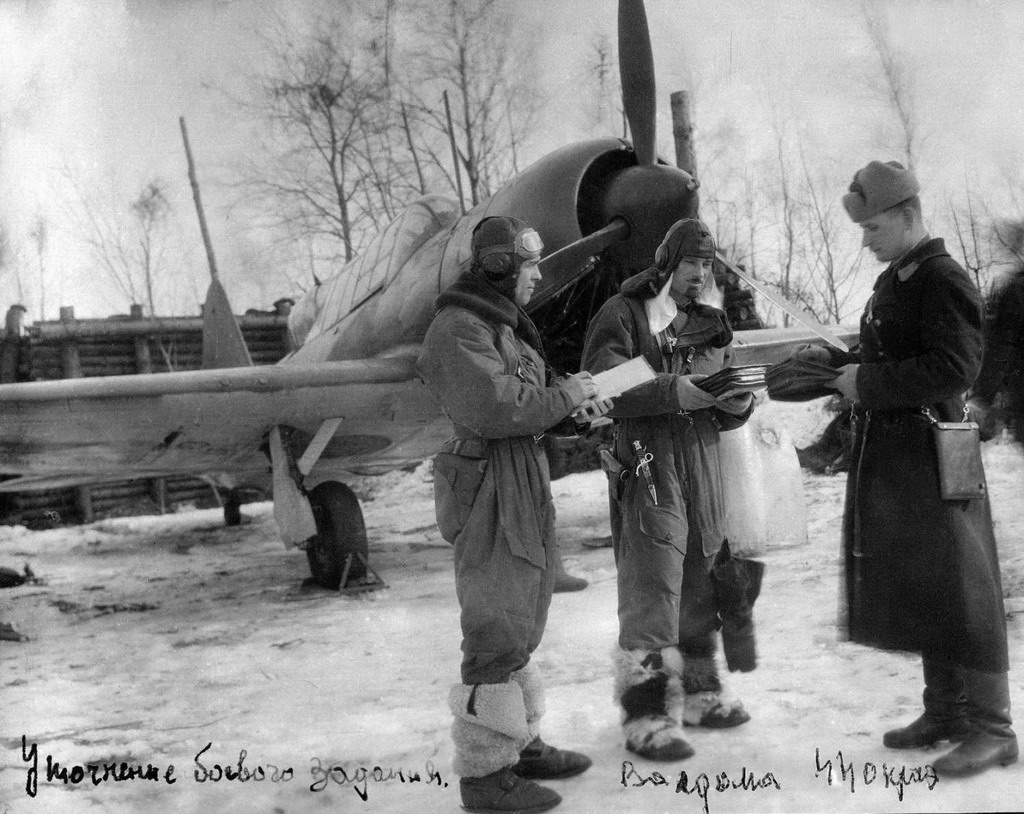
Botes de pell de moltó als peus d'un aviador soviètic durant la Segona Guerra Mundial.

Els aviadors necessiten roba d'abric si els seus avions estan sense pressió i la calefacció és insuficient. Les jaquetes, els cascos i les botes de pell de moltó s'utilitzaven habitualment per a aquest propòsit al segle xx. Durant la Primera Guerra Mundial, el major Lanoe Hawker va dissenyar botes voladores de pell de moltó fins a la cuixa que Harrods va fer per a ell. Aquestes es van fer populars al Royal Flying Corps, on es coneixien com a botes de fum. Aquests van ser substituïts per les botes Pattern de 1930 i 1936, seguida de la introducció del vestit Sidcot i després es van utilitzar botes amb folre polar fins als genolls més normals. Els pilots de l'Àrtida necessitaven roba especialment abrigada i van continuar utilitzant botes pesades de pell de moltó en lloc dels pantalons. Tant la roba com les botes es van escalfar elèctricament a mesura que es va disposar de la tecnologia per a això.
A Austràlia, es va desenvolupar una bota de pell de moltó suau i sense lliscar que es coneixia com a botes ugg (Hi ha un nombre o derivacions donades per a aquest nom, inclòs un personatge de dibuixos animats, abreviatura de "lleig" i "fug" botes usades a la Primera Guerra Mundial). Això es va fer popular entre els surfistes per escalfar-se els peus després de fer surf al mar fred d'hivern. La marca UGG Australia es va importar als EUA on es venien a botigues especialitzades com ara botigues de surf. Després es van fer populars entre actors, actrius i celebritats influents com Paris Hilton, Leonardo DiCaprio i Oprah Winfrey, de manera que les vendes van augmentar. Hi ha una competència ferotge per a aquest mercat amb marques rivals com EMU Australia.
Les botes de pell de moltó s'utilitzen en la infermeria per als pacients postrats al llit per tal de prevenir les úlceres, especialment al taló.